# Бріта Гагберг

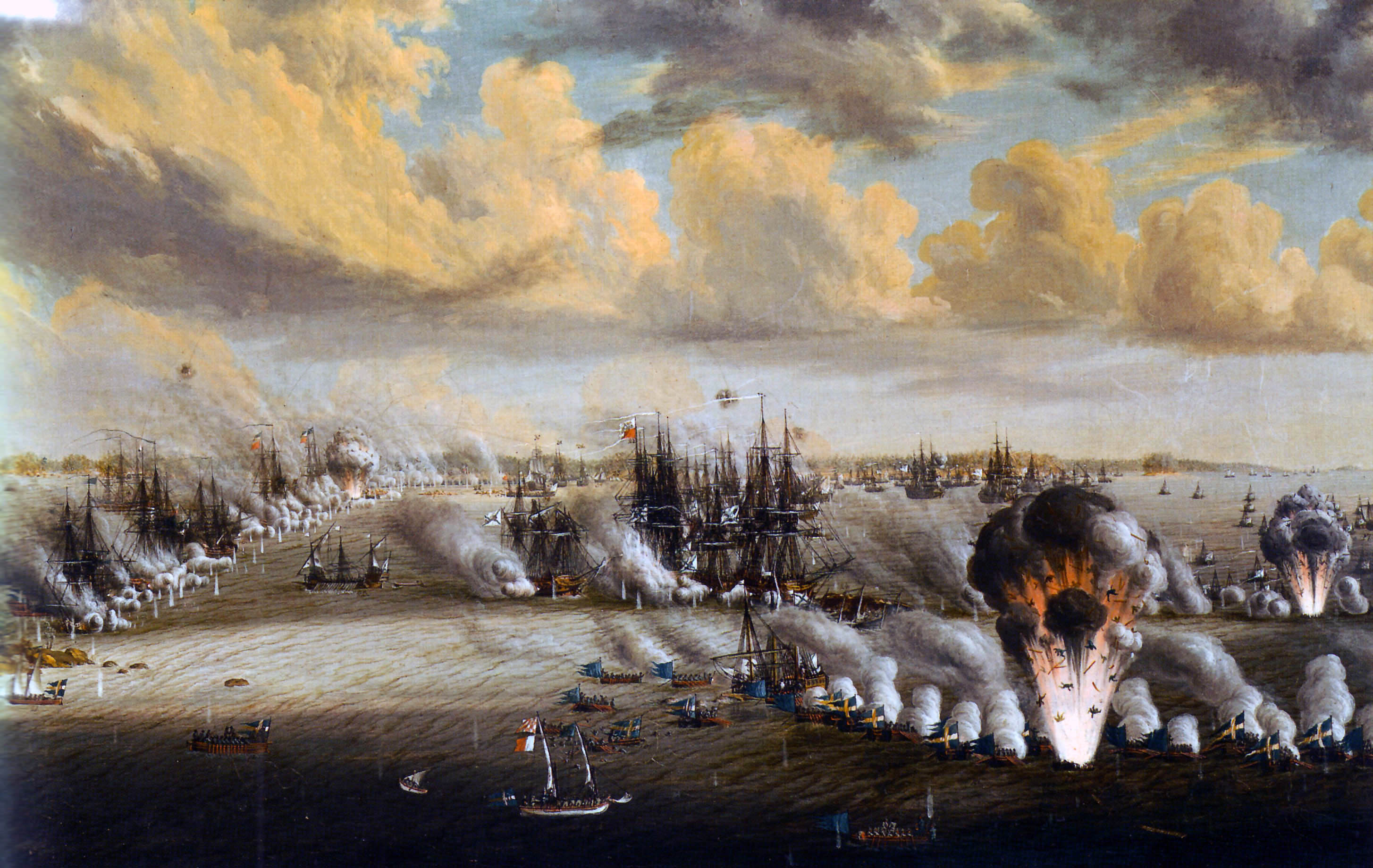
Битва під Свенксундом

Брита Крістіна Нільсдоттер, у шлюбі Гагберг, псевдонім Петтер Гагберг (1756  — 19 березня 1825 , Стокгольм ) — жінка, яка служила солдатом у шведської армії під час російсько-шведської війни (1788—1790). Одна з двох підтверджених жінок, нагороджених за хоробрість у морській битві в Швеції до того, як жінок відкрито допущено до армії в ХХ столітті. Іншою була Анна Марія Енгстен, яка 1790 року вночі під російським вогнем скерувала корабель, на якому подорожувала, замість евакуюватися з нього.

## Біографія
Вважається, що Гагберг народилася 1776 року у Фіннероді. Вона прибула до Стокгольма в 1777 році, де одружилася з Андерсом Петером Гагбергом (1753—1816), солдатом гвардії, у 1785 році. Чоловіка призвали на військову службу в 1788 році. Брита Гагберг пішла до армії, перевдягнувшись, на пошуки свого чоловіка, про якого не мала звісток з початку війни, під його ім'ям.

### Військова служба
У складі морської піхоти брала участь у битві під Свенксундом (1790) і у Виборзькій бухті. У цьому бою була «принаймні одна жінка в бойовій позиції», і це була Гагберг. Була розміщена для служби на кораблі Styrbjörn. За розповіддю, одного разу адмірал Курт фон Штедінгк покликав «Гагберг», і йому доповіли відразу два солдати: Бріта Гагберг та її чоловік. Її стать вони тримали в таємниці, і це стало відомо з її власних слів через багато років. Бріта Гагберг була однією з переодягнених солдаток, нагороджених за хоробрість у бою після служби у шведській армії у війнах 1788—1790 рр. та у фінській війні 1808—1809 рр.
Пізніше Гагберг перебуваючи на службі, була поранена в битві при Бьорко-Сунді, і їй наказали спуститися під палубу, щоб вилікувати її рани. Вона відмовлялася, але була змушена підкоритися наказу, і таким чином викрили її стать. Гагберг отримувала військову пенсію в розмірі трьох ріксдалерів на рік, що також було великою рідкістю для жінки. Її рекомендував на отримання пенсії Карл Улоф Кронштедт.

### Подальше життя
Після війни Гагберг отримала особистий привілей (незвичний для одруженої жінки) торгувати їжею (1793), і для неї було зарезервовано місце на площі Оксторгет у Стокгольмі (1802), яке було оновлено востаннє у 1819 році. Її чоловік помер у 1816 році. У Бріти Гагберг народилося щонайменше двох дітей (принаймні, це єдині підтверджені, що досягли повноліття); син 1792 р.н. та донька 1797 р.н.
У 1864 році Бріта Гагберг була згадана в довіднику відомих шведок в історії:
«Близько тридцяти років тому на площі Оксторгет у Стокгольмі можна було побачити стару жінку, яка продавала імбирні пряники на стенді з медаллю за хоробрість на грудях. Вона була одружена з гвардійцем на ім'я — якщо це правильно — Гагстрем, і вирішила розшукати чоловіка, якого призвали до армії служити на війні 1788 року. Бріта Гагберг була зарахована до флоту, одягнена в чоловічий одяг».

У 1828 році поетеса Єфросинія (Юлія Ніберг) описала життя Бріти Гагберг у вірші Fruktmånglerskan med Tapperhetsmedalj (Продавчиня фруктів з медаллю за хоробрість). 
Бріта Гагберг не єдиною з шведокб що переодягалися чоловіками для несення військової служби, але вона, можливо, була єдиною, хто отримувала військову пенсію за військову службу в епоху, коли жінкам було офіційно заборонено служити в армії.
Померла в Стокгольмі. Похована, ймовірно, унікально для свого часу.